# Переулок Красного Пожарника
Переу́лок Кра́сного Пожарника, Переулок Краснопожарника — переулок в Октябрьском районе Томска. Пролегает от улицы Яковлева до Ново-Киевской улицы.

## История
Первоначальное (конец XIX века) название — Петровский переулок связано с близлежащей Петровской улицей (современное, с 28 октября 1957 года, название — улица Яковлева), которую 6 июня 1927 года переименовали в улицу Красного Пожарника, а Петровский переулок — тогда же, соответственно, в переулок Красного Пожарника. Слово «красный» в их названиях означало принадлежность к советской власти, а «пожарник» в те годы было синонимом слова «пожарный». Подобные топонимы были довольно типичны для того исторического периода. Интересно, что название «Краснопожарный» в 1925 году предлагалось дать другому томскому переулку — Новоникольскому, который с 25 мая июня 1929 года называется Красноармейским.
Тематически название переулка было связано с располагавшимся на углу с улицей Яковлева (по данным на 2004 год) областному совету Всероссийского добровольного пожарного общества (улица Яковлева, дом 29).

## Достопримечательности

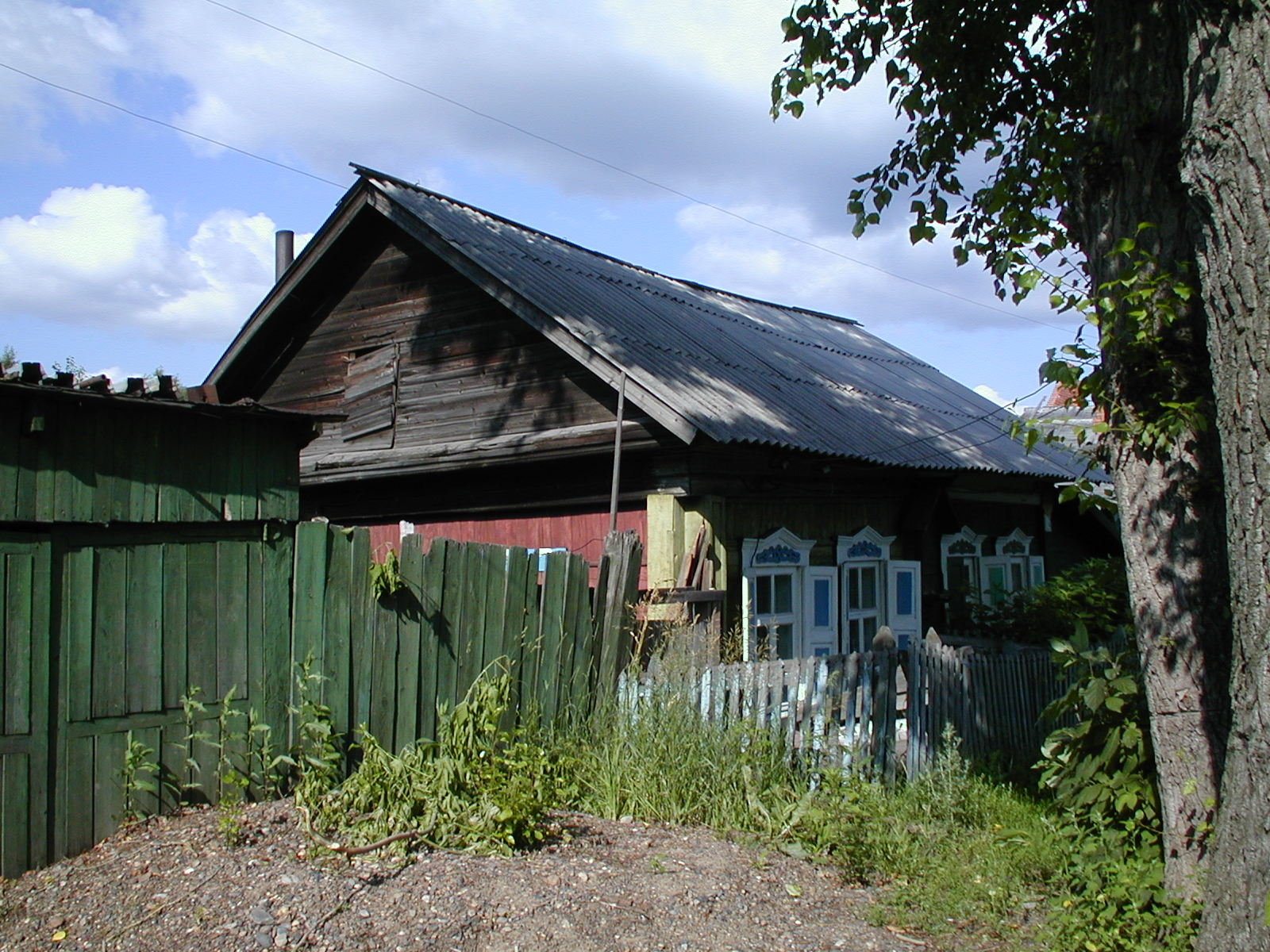
Переулок Красного пожарника, 12

- Дом 12 — с октября 1934 года по март 1937 года жил сосланный в Томск поэт Николай Клюев.  памятник архитектуры № 7000000039.